# Xã Centerview, Quận Johnson, Missouri
Xã Centerview (tiếng Anh: Centerview Township) là một xã thuộc quận Johnson, tiểu bang Missouri, Hoa Kỳ. Năm 2010, dân số của xã này là 1.594 người.